# Giftanschläge auf Mädchenschulen im Iran

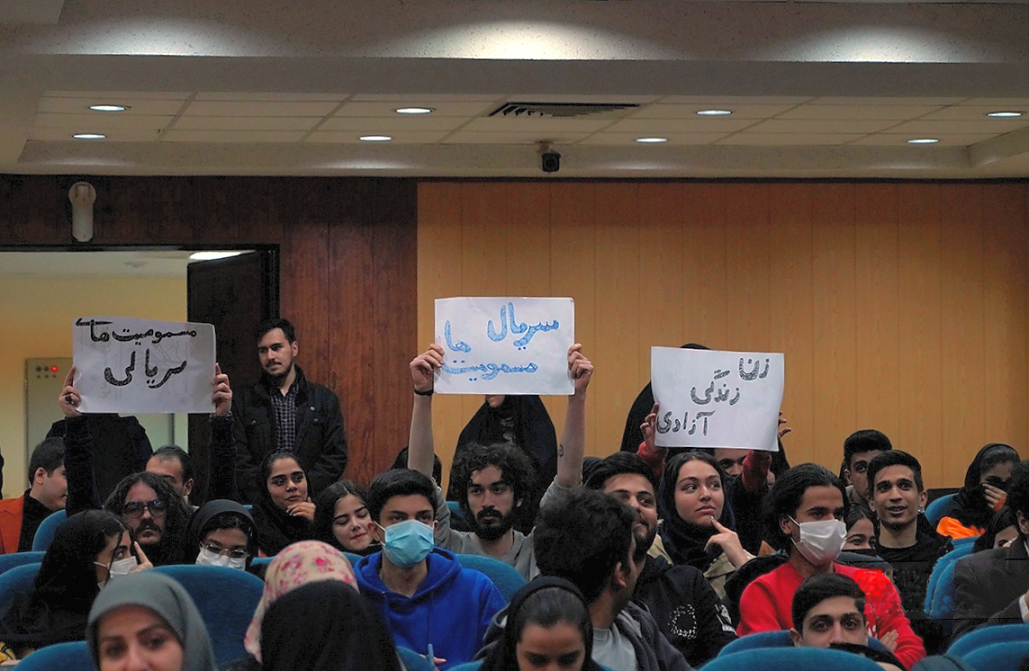
Studentenproteste an der Allameh-Tabataba'i-Universität gegen die Giftanschläge auf Schulmädchen (Februar 2023)

Im Frühjahr 2023 berichteten Medien über Giftanschläge auf Mädchenschulen im Iran. Bereits im November 2022 hatten Schülerinnen aus Ghom über Vergiftungserscheinungen geklagt. Es blieb nicht bei Einzelfällen, das Phänomen trat in den Folgemonaten in vielen Städten des Iran auf. Es wurde spekuliert, dass Stickstoffgas die Hauptursache für die Vergiftung war. Mädchen berichteten allerdings auch, sie hätten den Geruch von Chlor wahrgenommen. Wer hinter den Giftanschlägen steckte, blieb unklar. Die iranische Regierung stellte die Untersuchung im Juni 2023 ein.

## Hintergrund/Politische Lage
Der gewaltsame Tod der 22-jährigen Mahsa Amini hatte im September 2022 im Iran landesweit zu Demonstrationen geführt. Die Demonstrationen unter dem Slogan „Frau, Leben, Freiheit“ gingen ursprünglich von Frauen aus und richteten sich gegen die politische Führung des Landes. Unter den Demonstrierenden waren auch viele Schülerinnen. Die Demonstrationen wurden von regierungstreuen Soldaten brutal niedergeschlagen. Amnesty International zufolge wurden bei den Protesten zahlreiche Menschen getötet.

## Verbreitung

### Erste Vergiftungswellen
Die ersten Vergiftungsfälle wurden Ende November 2022 aus der Stadt Ghom gemeldet. Die Stadt Ghom ist den Schiiten heilig. Zu diesem Zeitpunkt waren die Proteste im Iran in vollem Gange. Am 30. November 2022 berichtete eine iranische Nachrichtenagentur, dass am Mittag dieses Tages 18 Schülerinnen einer Mädchenschule von Ghom mit Vergiftungssymptomen ins Krankenhaus eingeliefert worden waren. Die Schülerinnen berichteten von zischenden Geräuschen in den Klassenzimmern. Es verbreiteten sich Dämpfe mit Geruch von Schwefel, Chlor, Reinigungsmitteln und Mandarinen. Die Mädchen klagten über Lethargie und Schwindel. Nach der Erstbehandlung verbesserte sich der Allgemeinzustand von 16 Schülerinnen. Die Gesundheit zweier Mädchen war aufgrund von Asthma schwerer angegriffen. Zur Bestimmung der Ursache der Vergiftung wurden Proben entnommen. In der Folgewoche erlitten in einem Internat in Sari 50 Kinder eine Kohlenstoffmonoxidvergiftung, 19 mussten im Krankenhaus behandelt werden.
Am 13. Dezember 2022 kam es an derselben Bildungseinrichtung wie im November zu weiteren Atemwegsvergiftungen. Infolgedessen wurden 51 Schülerinnen in die Notaufnahmen umliegender Krankenhäuser eingeliefert und gesundheitlich stabilisiert. Die Ursache der Vergiftungen sei unbekannt, solle aber von Experten untersucht werden, hieß es. Entgegen einer Ankündigung waren zu diesem Zeitpunkt die toxikologischen Ergebnisse der ersten Vergiftungswelle im November noch nicht veröffentlicht worden.

### Räumliche Verbreitung
Die Berichte über mutmaßliche Giftanschläge auf Mädchenschulen rissen auch in den Folgemonaten nicht ab. Hunderte neuer Fälle ungeklärter Vergiftungen unter Schülerinnen traten auf. Knapp 100 Schülerinnen mussten in Krankenhäusern behandelt werden. In den sozialen Medien kursierten zahlreiche Fotos und Videos von Mädchen, die im Krankenhaus liegen. Waren zunächst nur Mädchenschulen in Ghom betroffen, wurden zunehmend Fälle in anderen Landesteilen bekannt. Allein in Ardabil waren nach nationalen Medien mehr als 400 Schülerinnen an elf Schulen betroffen.  An Dutzenden Schulen in anderen Landesteilen wurden bis Anfang März 2023 ähnliche Fälle gemeldet, auch aus Teheran. In mindestens 21 der 30 iranischen Provinzen gab es Verdachtsfälle. Aus mindestens 52 Schulen waren Vergiftungsfälle gemeldet worden, berichtete Innenminister Ahmad Wahidi am Samstag, 4. März 2023. Iranische Medien setzen die Zahl mit etwa 100 Schulen höher an. Es handelte sich nahezu ausschließlich um Mädchenschulen.

### Gesamtzahlen
Am 5. März 2023 hieß es noch, dass seit November etwa 400 Schülerinnen erkrankt gewesen seien. Eine Auswertung iranischer Medienberichte kam für diesen Zeitraum jedoch auf eine Zahl von mehr als 2500 Fällen. Beobachter gehen zudem von einer Dunkelziffer aus. Eine offizielle Zahl zu den Opfern wurde nicht veröffentlicht.

## Körperliche Auswirkung
Landesweit wurden Schülerinnen in Krankenhäusern behandelt. Die betroffenen Schülerinnen klagten über Herzrasen, Übelkeit und Magenschmerzen, Kopfweh, Beinschmerzen und Bewegungsunfähigkeit sowie Erschöpfungszustände. Anhand der Beschreibungen und Symptome sprechen die Ärzte von Gasvergiftungen. In den Folgemonaten ging man davon aus, dass Stickstoffgas die Hauptursache für die Vergiftung war. In einigen Fällen soll der Gesundheitszustand kritisch gewesen sein. Zu Todesfällen kam es, sofern bekannt, nicht.

## Schutzmaßnahmen
Die Angriffe haben viele Eltern im Land veranlasst, ihre Mädchen von den Schulen zu nehmen. Familien von Schülerinnen bildeten Wachen im Schichtsystem, um ihre Kinder vor chemischen Angriffen zu schützen. Die Regierung begann an Schulen Polizeipatrouillen zu Fuß und zu Pferde durchzuführen.

## Offizielle Untersuchung
Obwohl die Behörden im Februar längst von gezielten Giftanschlägen ausgingen, gab es zunächst keine offizielle Stellungnahme der Regierung, ehe Abgeordnete verkündeten, es handele sich um gezielte Anschläge. Verurteilende Aussagen von Regierungsmitgliedern nahmen zu. Die ehemalige Vizepräsidentin für Frauen- und Familienfragen, Massumeh Ebtekar, forderte, „den frauenfeindlichen Fanatikern ein für alle Mal ein Ende zu setzen“. Der stellvertretende Gesundheitsminister Junes Panahi sagte, „dass einige Leute wollten, dass alle Schulen, insbesondere die Mädchenschulen, geschlossen werden“. Erst nachdem westliche Medien über die Vorfälle berichtet hatten, ordnete Präsident Ebrahim Raisi eine Untersuchung an.
Zunächst befasste sich das Gesundheitsministerium mit den Fällen. Im März ordnete Raisi an, dass das Innenministerium mit Unterstützung von Gesundheits- und Geheimdienstministerien die Attentate untersuchen solle. Der Vize-Gouverneur des Teheraner Vororts Pardis berichtete, dass an mehreren Tatorten, konkret in Teheran, Ghom und Borudsched, derselbe Treibstoffwagen gesehen worden sei. Wachmänner auf einem der Parkplätze hätten ebenfalls eine Vergiftung erlitten. Nähere Details nannte er nicht.

### Ursache: Feinde?
Innenminister Wahidi warf dem Westen vor, mit seinem „Medienterrorismus“ Angst zu schüren. Der stellvertretende Innenminister Madschid Mirahmadi hatte die Vergiftungsserie als erster als psychologische Kriegsführung unbenannter Landesfeinde bezeichnet. Raisi beschuldigte ebenfalls ausländische „Feinde“ der Sabotage, um Chaos im Land zu verbreiten. „Der Feind versucht so, Eltern und Schüler zu verängstigen und zu verunsichern“, sagte er im März 2023. Wer genau dieser Feind sei, ließ er offen, allerdings werden die USA und Israel als Feinde der Islamischen Republik bezeichnet.

### Ursache: religiöse Gruppen?
Behörden und einige Politiker vermuteten extremistische religiöse Gruppen als Verantwortliche. Eine offizielle Erklärung gab es bis dahin nicht. Am Folgetag wurde in der deutschen Presse eine Aussage der Journalistin und ehemaligen Abgeordneten Dschamileh Kadiwar zitiert, nach der die Extremistengruppe namens „Fidajin Welajat“ mit weiteren Vergiftungen gedroht und erklärt habe, dass Bildung für Mädchen verboten sei. Ein mögliches Motiv für die Giftanschläge wäre demnach, dass die Täter Schulbildung für Mädchen ablehnen, so wie die extremistischen Taliban im benachbarten Afghanistan. Das geistliches Oberhaupt des Iran, Ali Chamenei, meldete sich am 6. März zu Wort. Er bezeichnete die Vorfälle als „unverzeihliches Verbrechen“, das „ernsthaft untersucht“ werden müsse. Den Tätern drohte er mit der Todesstrafe.

### Ursache: Massenhysterie?
Im März wurde die Möglichkeit geäußert, dass es sich nicht um Vergiftungen handelt, sondern um eine Art „Massenhysterie“. Dieses Phänomen der sogenannten psychogenen Massenerkrankung wurde einst als Ursache für Hunderte erkrankte Schulmädchen in Afghanistan von der WHO attestiert. Im Parlament wurde eine spezielle Untersuchungsgruppe zum Thema Schülervergiftung gebildet, die sich aus Vertretern für Gesundheit, Bildung, nationale Sicherheit und innere Angelegenheiten des Landes zusammensetzte. Dreißig Spezialisten aus den Bereichen Pneumologie, Toxikologie, Mikrobiologie, Infektionskrankheiten, Psychiatrie und Umweltgesundheit erstellten eine Untersuchung, die offiziell zur Kenntnis genommen wurde. Demnach seien weniger als 10 % der untersuchten Kinder direkt einer reizenden Substanz ausgesetzt gewesen. Eine weitere Gruppe an Kindern sei durch Übertragung durch die Opfer geschädigt worden. Eine dritte Gruppe von Schülerinnen hätten die Symptome aus Panik bekommen.
Auch einige westliche Toxikologen ziehen dieses als Ursache in Betracht. Das Phänomen der psychogenen Massenerkrankung betrifft angeblich häufig Mädchen in Konfliktländern. Gegenmeinungen lauten, dass die zahlreichen Videos und Fotos die körperlichen Symptome ja belegen. Orkideh Behrouzan, Ärztin und medizinische Anthropologin an der School of Oriental and African Studies in London: „Die These von einer psychogenen Massenerkrankung aufzustellen, bevor man alle physischen Ursachen ausgeschlossen hat, ist gefährlich und irreführend.“

### Ursache: Chemikalien?
In der zweiten Märzwoche meldete der Gesundheitsminister andererseits, dass „ein sehr mildes Toxikum“ als Ursache für die Vergiftungen festgestellt worden sei. Die Chemikalie Chloramin löst einige, aber nicht alle der beschriebenen Gerüche und Symptome aus. Nerven- und Senfgas seien als Ursache weniger wahrscheinlich.

### Ursache: keine Vergiftung?
In vier Stellungnahmen des Innenministeriums wurde das Wort „Vergiftung“ vermieden. Stattdessen wurden Formulierungen wie „schlechte Laune“ oder „Komplikationen und Unbehagen der Schüler“ gewählt. Die Sicherheitsbehörden hielten inländische Medien an, das Wort „Vergiftung“ ebenfalls zu vermeiden, sondern den Begriff „Depression“ zu verwenden. Der Justizchef drohte darüber hinaus Journalisten, sollten sie von offiziellen Verlautbarungen abweichende Formulierungen benutzen. Ein recherchierender Journalist wurde verhaftet. Die Regierung ging gegen jeden vor, der Nachforschungen anstellte, und bestrafte Aktivisten für die „Verbreitung falscher Gerüchte“.

### Stellungnahme der Glaubensführer
Im Mai 2023 meldeten sich iranische Glaubensführer zu Wort. Imam Jumeh aus Ardabil erklärte, dass er zu Beginn die Vergiftungswelle, nach Beratung mit einem „klugen und wichtigen Arzt des Landes“, nicht ernst genommen hatte. Er habe geglaubt, es handele sich um Einbildung. Schülerinnen hätten aufgrund eines Reinigungsmittels überreagiert. Die Eltern aufgebrachter Schülerinnen hätten die Krankenwagen gerufen. Ayatollah Ameli bat Eltern, Lehrer und Schulleiter um Entschuldigung, falls er sie beleidigt haben sollte.

### Festnahmen
Anfang März 2023 meldete Vize-Innenminister Madschid Mirahmadi im Staatsfernsehen, dass erste Verdächtige in fünf Provinzen nach „Erkenntnissen der Geheimdienste“ festgenommen worden seien. Zur Identität der Festgenommenen und ihrer mutmaßlichen Rolle bei den Vergiftungen machte er keine Angaben.
Zu den Hauptursachen für die Vergiftungswelle waren bis Anfang April 2023 noch keine Informationen veröffentlicht worden. Im April wurde in einer offiziellen Erklärung die Festnahme von mehr als 100 Personen verkündet, einige Tage später von mehr als 118 Personen. Es handele sich zum einen um Menschen, die aus Unfug harmlose, aber stinkende Substanzen verbreitet hätten. Zum anderen handele es sich um Personen mit feindseligen Motiven und mit dem Ziel, Panik zu erzeugen, Schulen zu schließen und Skepsis gegenüber dem System zu schüren. Darunter auch eine Reihe Importeure der fraglichen Substanzen. Neuigkeiten über den Prozess gegen die fraglichen Personen wurde nicht veröffentlicht.

### Einstellen der Untersuchung
Am 23. Juni wurde verkündet, dass die Ermittlungen nach den Täter offiziell eingestellt wurden. Das abschließende Urteil hieß: „Durch die Ermittlungen der zuständigen Behörden wurde deutlich, dass einige Menschen mit Vorsatz und böser Absicht unter Verwendung von Stinkbomben, die auf dem freiem Markt erhältlich sind, Schülerinnen vergiftet haben.“ Die offizielle Verlautbarung sprach von Schülerinnen oder Jugendlichen, die „aus Abenteuerlust“ Stinkbomben gelegt hätten, damit die Schulen geschlossen würden.
Eine genaue Zahl der Opfer wurde bis dahin nicht veröffentlicht.

## Kritik an der Regierung
Angehörige der betroffenen Mädchen reagierten wütend auf das Verhalten der Behörden, warfen ihnen Versagen und eine Mitschuld vor. Gegner des Regimes halten es für denkbar, dass die Täter aus staatsnahen Kreisen oder den Revolutionsgarden stammen. Wenn die Schülerinnen tatsächlich vergiftet worden waren, dann „kann dies nicht ohne die Zustimmung der Regierung geschehen sein“, so die Physikerin Encieh Erfani, die am Institute for Advanced Studies in Basic Science im iranischen Zandschan tätig war.
In den sozialen Medien war zu verfolgen, dass es in mehreren Provinzen und Millionenstädten, u. a. Teheran, aufgrund der anhaltenden Vergiftungsfälle zu Protesten kam. Die Demonstrierenden warfen den Behörden vor, nicht ausreichend gegen die Vergiftungen vorzugehen. Eltern, Lehrerinnen und Lehrer forderten eine rasche Aufklärung der Fälle sowie Schutz vor weiteren Attacken. Anfang März 2023 fanden im Iran aus Angst nurmehr selten große Proteste statt, aber die Stimmung gegen das Regime hielt an. Schülerinnen und Studentinnen nahmen an den Widerständen gegen die Missachtung der Menschen-, Frauen- und Mädchenrechte teil und gehörten sogar zu den Frontkämpfern.
Mehrere Medien kritisierten ebenfalls das Vorgehen der Regierung. Bemängelt wurde, dass in der aktuellen Zeit, in der der Umgang und die Präsentation über die Medien maßgebend sind, die medialen Veröffentlichungen mangelhaft waren. Schlagworte waren u. a. „Schweigen“, „Verspäteter Einstieg in das Thema“ und „Versäumnis, rechtzeitig Informationen bereitzustellen“.
Nachdem die Untersuchungen offiziell eingestellt wurden, wollten sich Opfer und Angehörige nicht damit zufriedengeben. Sie ließen sich juristisch beraten.

## International
Ausländischen Journalisten wurde der Zugang zu den Opfern versagt. Der Zugang zu den Blutproben wurde ebenfalls verwehrt. Reporter ohne Grenzen hat sich für die Freilassung des iranischen Journalisten Ali Pourtabatabaei eingesetzt, der den ersten Vergiftungsfall aufgedeckt und darüber berichtet hatte. Die Appelle wurden jedoch ignoriert, und es blieb unklar, wo er festgehalten wurde.
Weltweit wurden die Vorfälle und das Vorgehen der Regierung stark kritisiert. Das Anrecht von Mädchen auf Bildung ist „nichts weniger als ihr Menschenrecht“, so Bundesaußenministerin Annalena Baerbock. Der Nationale Sicherheitsrat der USA und das UN-Hochkommissar für Menschenrechte drängten darauf, dass die Ergebnisse der staatlichen Untersuchung nach Ursachen und Tätern öffentlich gemacht werden müssen. Die Täter müssen vor Gericht gestellt werden.
Forschende, Menschenrechtsgruppen und unter anderem die Regierung der USA gingen noch weiter und forderten eine unabhängige Untersuchung. Eine unabhängige Untersuchung könnte die Organisation für das Verbot chemischer Waffen durchführen, ein Teil der Chemiewaffenkonvention der Vereinten Nationen, in denen der Iran aktives Mitglied ist. Der Iran müsste Zugang zu Gesundheitsdaten gewähren.
Am 16. März verfasste das Europäische Parlament eine Resolution, die die Serienvergiftung iranischer Schülerinnen verurteilte. Sie fordern, eine unabhängige Untersuchungskommission zur Aufklärung der Serienvergiftung einzurichten. Ferner fordern sie, die iranische Revolutionsgarde in die Liste der terroristischen Organisationen der Europäischen Union aufzunehmen.